# Géoparc de Gunung Sewu
Le géoparc de Gunung Sewu est une série de montagnes s'étendant le long de la côte sud, des kabupaten de Gunung Kidul et Wonogiri, dans le centre de Java, jusqu'au kabupaten de Tulungagung, dans l'est de Java en Indonésie. C'est un géoparc national membre du réseau mondial de géoparcs (GGN), reconnu par l'UNESCO en 2015. 

## Caractéristiques

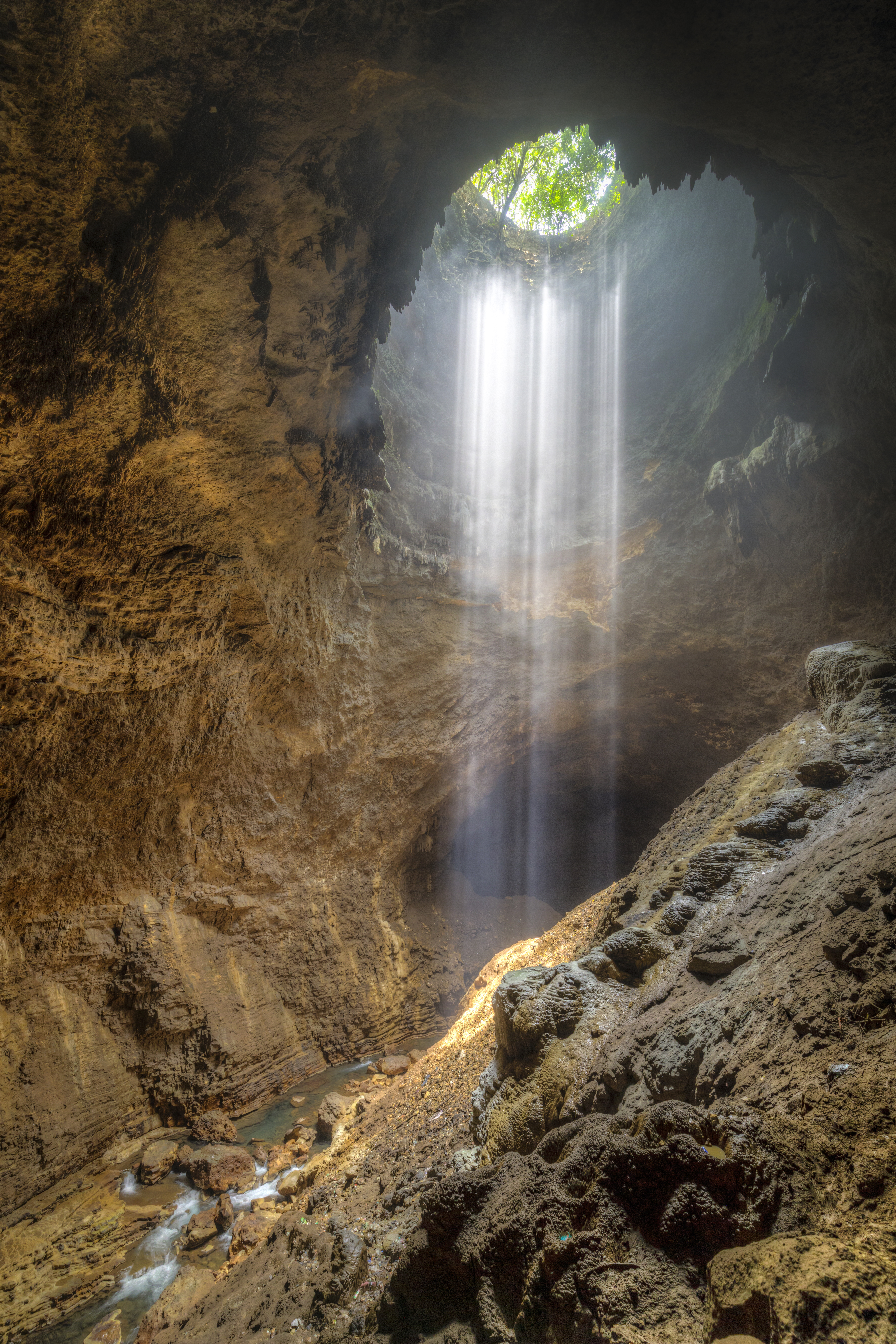
Dans la grotte Gua Jomblang dans le Géoparc de Gunung Sewu. Novembre 2018.

Ces montagnes forment un paysage de zone karstique caractérisé par un phénomène de surface (eksokarst) et de sous-surface (endokarst). Les phénomènes de surface incluent des formations positives, telles que des collines karstiques totalisant quelque 40 000 collines coniques, formation négative des vallées karstiques et du lac karstique. Le phénomène de subsurface inclut les grottes karstiques comprenant pas moins de 119 grottes comportant des stalactites et des stalagmites, ainsi que tous les flux de rivières souterraines. En raison de la spécificité de son écosystème, l’Union internationale de spéléologie de 1993 a proposé que la région karstique des Gunung Sewu fasse partie du patrimoine naturel mondial. On trouve également dans les grottes des fossiles d'anciens os humains de l'âge de pierre datant d'environ 1,8 million d'années, ainsi que des outils en pierre pour la chasse. La ligne des montagnes de Sewu a été formée à la suite de la levée des fonds marins il y a des milliers d'années. Les roches calcaires sont caractéristiques de ces montagnes. Les collines calcaires contiennent des centaines de grottes. Celles-ci sont classées localement en tant que grottes verticales (connues sous le nom de luweng en javanais) et horizontales. Les grottes de Jomblang ( Luweng Jomblang ) et Grubug ( Luwung Grubug ) situées dans le sous-district de Semanu à Kulon Progo, ainsi que d’autres grottes de la région, sont bien connues des groupes spéléologiques locaux. Certaines des grottes sont assez longues; La grotte de Cerme, par exemple, a une entrée dans la régence de Bantul et s'étend assez loin vers l'est dans le sous-district de Panggang, dans la régence de Gunung Kidul.

## Attractions

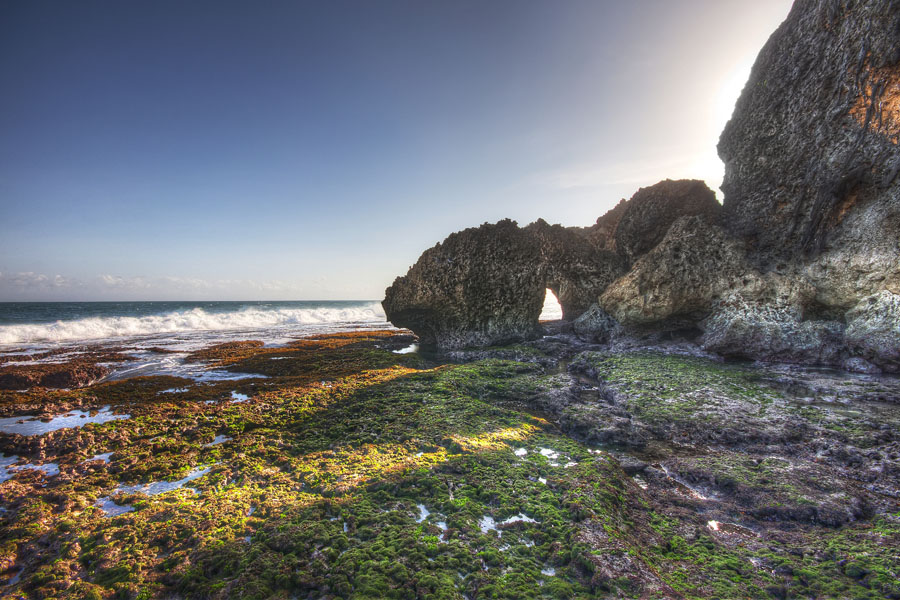
Un halo à la plage de Ngobaran

Le géoparc compte de nombreuses grottes, dont certaines avec des rivières souterraines. où des activités de tubes peuvent être exercées.
Le volcan primitif Nglanggeran situé dans la région de Patuk ne fait que 600 mètres de haut, mais offre une excellente vue depuis le sommet au nord, vers le mont Merapi et au sud, jusqu'à la côte de Java. Des formations de granit géant et andesit géantes éparses appelées "watu wayang" se trouvent dans la région du mont Nglanggeran ainsi que dans un lac artificiel voisin. Il faut environ 3 heures de marche depuis le point d’entrée de Pendopo Kali Song jusqu’au sommet. 
Siung Beach Bay mesure environ 300 mètres de long, mais la baignade est interdite à cause des rochers dangereux et des vagues violentes. La falaise entourant la plage, avec plus de 200 pistes, est propice à l'escalade. 
À 200 mètres à l'est de la plage de Siung, il y a une chute de marée Jogan de 10 mètres dans le district de Tepus, à 70 kilomètres de Yogyakarta en 2 heures de route. La saison des pluies est la meilleure période pour voir la chute de Jogan Tide, car pendant la saison sèche, le niveau de l'eau est bas. 

## Voir également
- Membres du réseau mondial de géoparcs